# Алексије Римски
Свети Алексије је хришћански светитељ. Рођен је у граду Риму.
За време владавине цара Хонорија у Риму је живео високи царски достојанственик Јевтимијан, врло угледан и врло богат. И он и његова жена Аглаида су живели хришћанским начином живота. Иако је био богат, Јевтимијан је само једанпут дневно јео, и то по заласку сунца.
Имали су сина јединца — Алексија. Он је принуђен да се ожени али је те исте ноћи оставио и жену и породицу, сео у лађу и дошао у град Едесу у Месопотамији где је био познати лик Исуса, послат од Христа цару Авгару. Када с епоклонио томе лику Алексије се обукао у одело просјака и као просјак је живео седамнаест година у том граду, непрестано се молећи Богу у паперти цркве Пресвете Богородице. Када се ту прочуо као богоугодник, он је отишао одатле, сео у лађу да иде у Лаодикију, али лађа је занесена и допловила чак до Рима. Сматрајући то као прст Божји, Алексије је решио да иде у дом свога оца и да као непознат ту продужи свој живот и подвиг. Отац га није препознао, али му је из милосрђа дозволио да живи у дворишту у једној колиби. Ту је Алексије провео још седамнаест година живећи само на хлебу и води. После 17 година је преминуо.
Хришћани верују да је тада било откровење у цркви Светих Апостола у виду гласа који је рекао у присуству цара и патријарха: „потражите човека Божја”. Мало после открило се, да је тај човек Божји у кући Јевтимијановој. Цар је са папом и целом пратњом дошао у кућу Јевтимијанову, и после дужег распитивања дознали су да је онај просјак тај човек Божји. Кад су ушли у његову колибу, нашли су га мртвог, али му је лице светлело као сунце. У руци је имао хартију коју је написао непосредно пред смрт. Из те хартије родитељи његови су сазнали, да је то њихов син Алексије, а невеста, која је тридесет четири године живела без њега, да је то њен муж. Хришћани верују да су се додиром његовог тела лечили многи болесници. Из тела му је потекло свето миро. Сахрањен је у ковчегу од мермера и смарагда. Глава му се налази у Светој лаври на Пелопонезу. Преминуо је 17. (30. марта) 411. године.
Српска православна црква слави га 17. марта по црквеном, а 30. марта по грегоријанском календару.
Постоји важан обичај на овај празник, а то је да не треба одбити особу која од вас тражи милостињу. Свако добро дело остаје записано, а уколико нисте у могућности некоме да помогнете материјалним стварима, упутите му лепу реч или се помолите за његов живот и здравље.
Свети Алексије постао је познат по имену „Човек Божији”, а верује се да овај светац помаже болеснима. Свети Алексије Римски је заштитник путника, болничара, просјака, ходочасника и дадиља.